# 阿尔比斯海姆
阿尔比斯海姆是德国莱茵兰-普法尔茨州的一个市镇。总面积10.74平方公里，总人口1740人，人口密度160人/平方公里（2017年）。

## 友好城市
- 法國 朗戈涅